# Јован Јовановић (глумац)
Јован Јовановић (Требиње, 1993) српски је глумац.

## Филмографија
| Год.       | Назив                        | Улога                 |
| ---------- | ---------------------------- | --------------------- |
| 2014.      | Монтевидео, видимо се!       | Боливијски фудбалер V |
| 2015.      | Слепи путник на броду лудака | Јован                 |
| 2017.      | Сенке над Балканом           | Завиша                |
| 2018–2020. | Војна Академија              | Гвозден Савић         |
| 2018—2019. | Жигосани у рекету            | Горан Бабић           |
| 2019.      | Војна академија 5            | Гвозден Савић         |
| 2022.      | Чудне љубави                 | Синиша                |
| 2023.      | Кошаре                       |                       |
| 2023.      | Ланчана реакција             | Радојко               |